# Wurstsalat

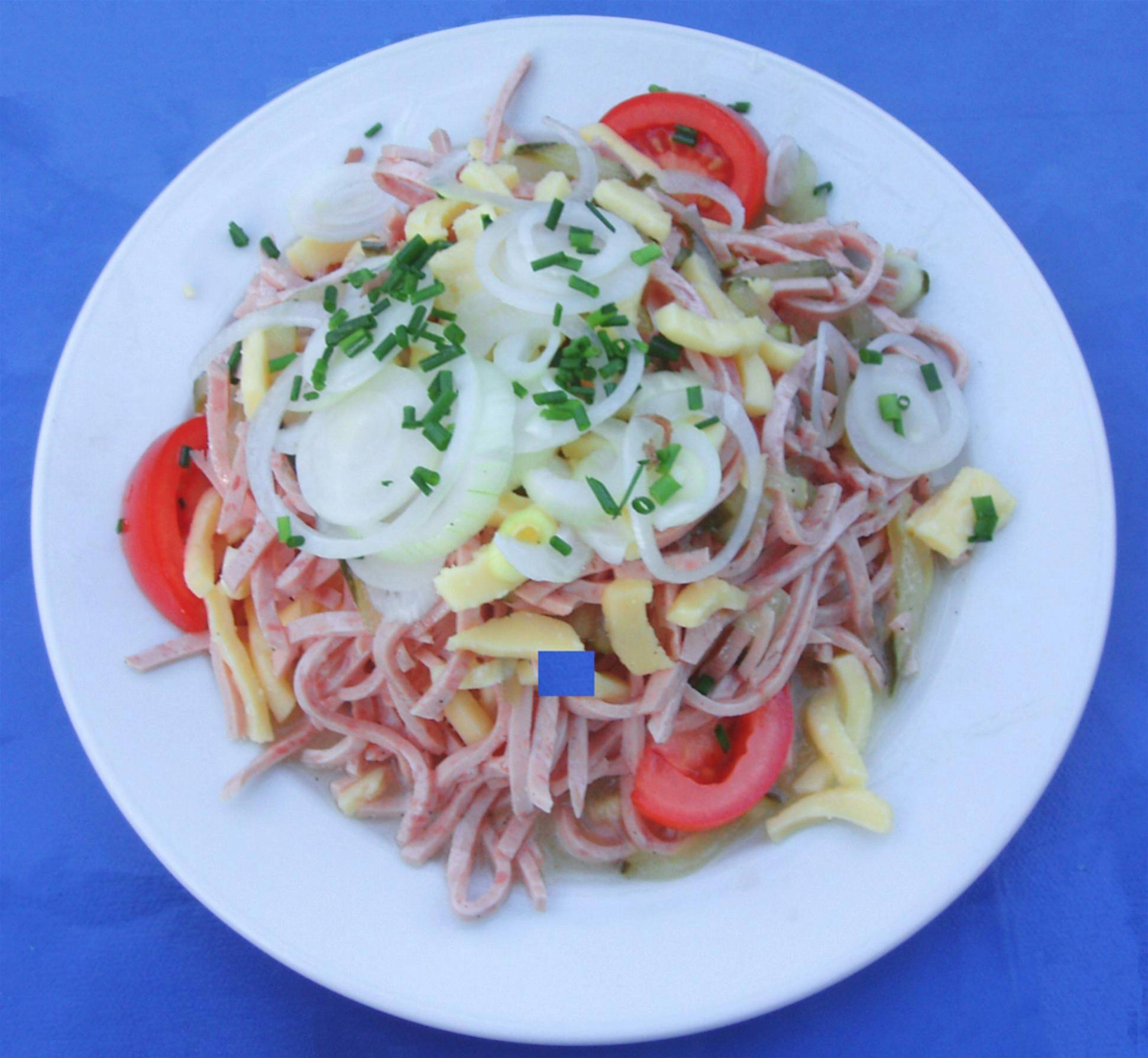
Schweizer Wurstsalat

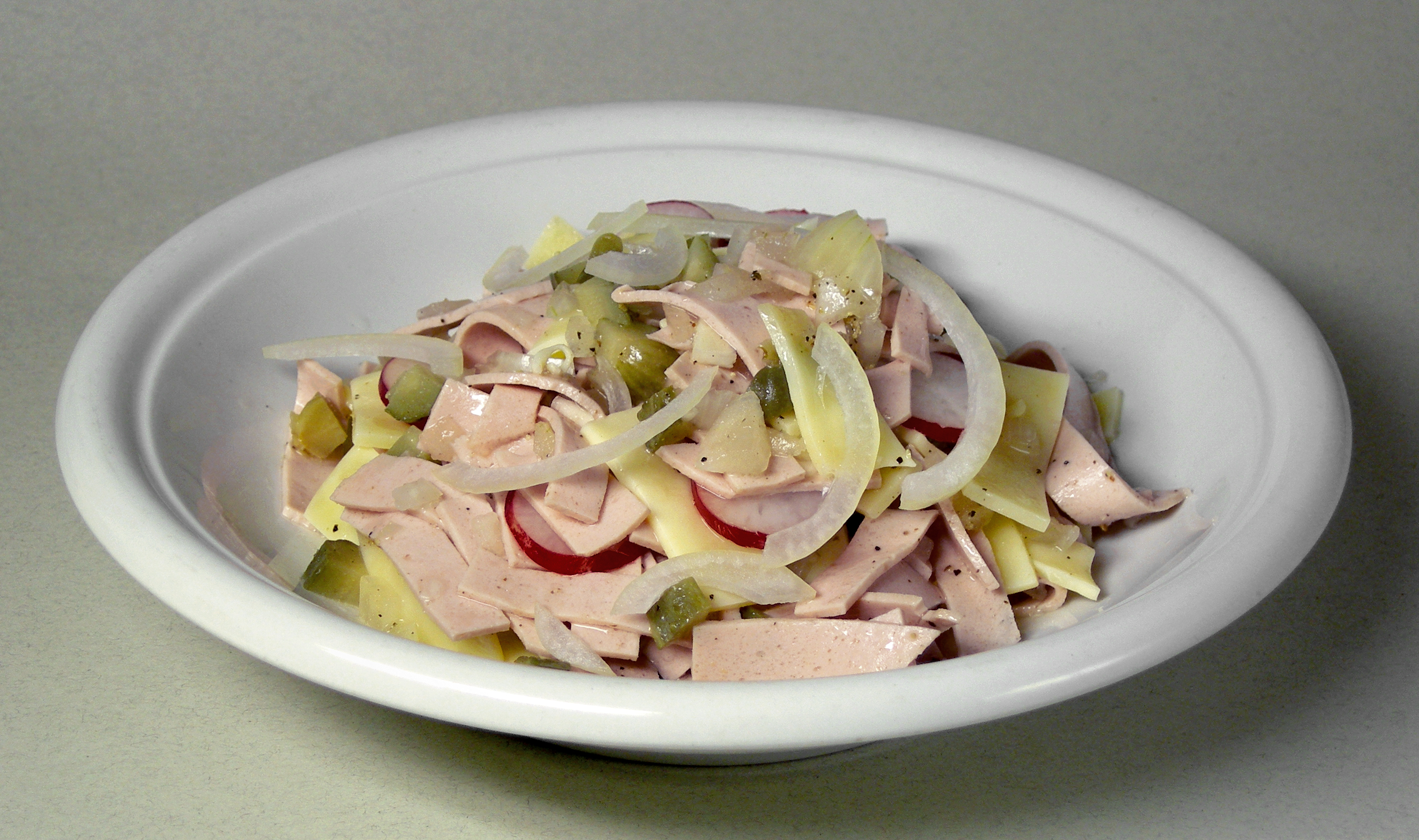
Plato con Wurstsalat

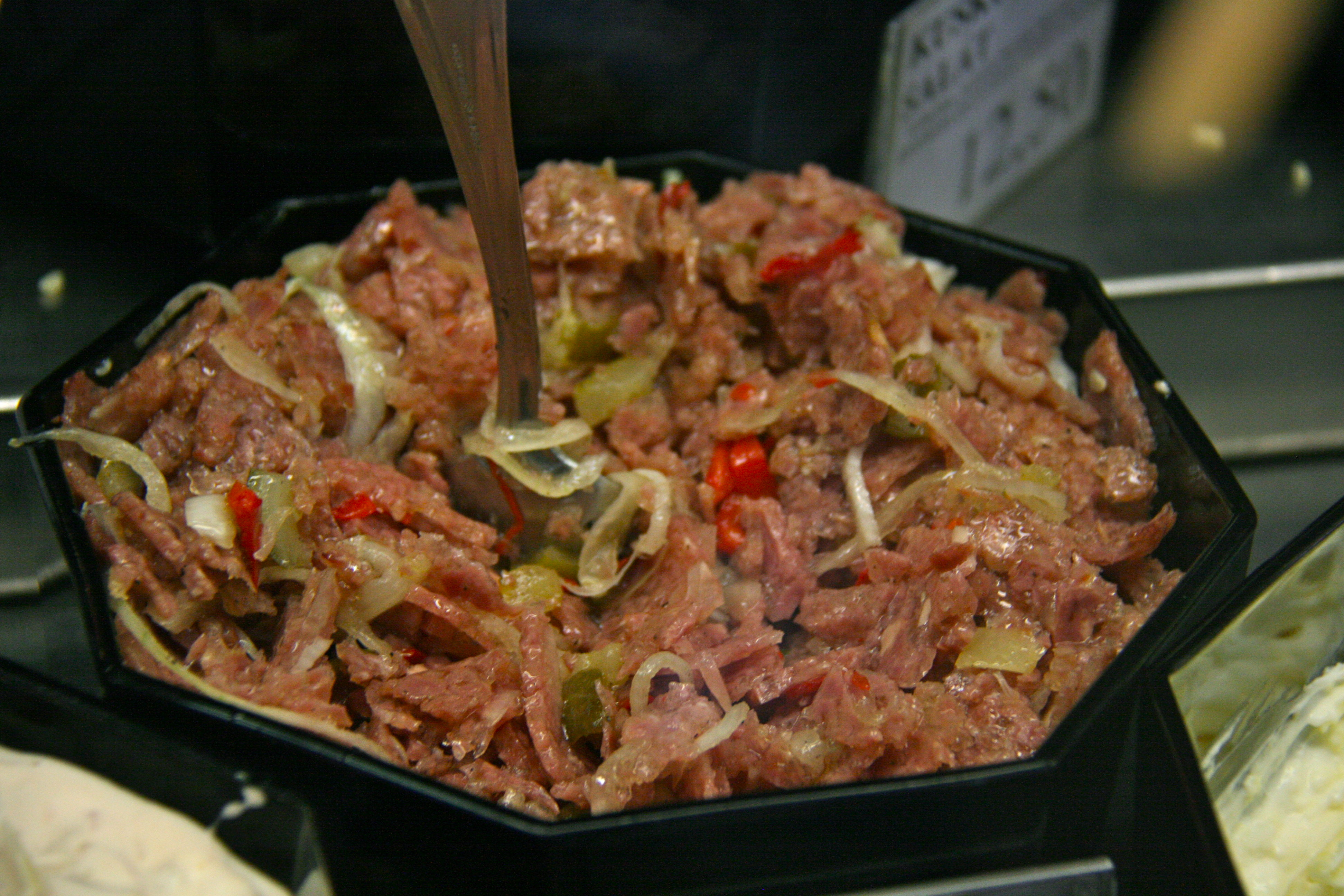
Detalle de una Wurstsalat

Bajo la denominación Wurstsalat (ensalada de embutidos) se tienen un conjunto de ensaladas elaboradas con salchicha tipo Lyoner, según la variante se le añaden ingredientes tales como pepinos, cebollas, quesos, etc. son muy populares en la cocina alemana y bajo diferentes denominaciones (según los ingredientes principales) se pueden encontrar prácticamente en casi todo el territorio de Alemania. La variante con mahonesa (o nata) de la Wurstsalat es la Fleischsalat. La palabra 'Wurstsalat' en alemán es una composición de dos palabras 'Wurst' embutido y 'salat' 'ensalada', el origen de la Wurstsalat está en la región que comprende sur de Alemania, en Alsacia, Suiza y Austria.

## Variantes Regionales
Dependiendo de la región existen diferentes denominaciones de la Wurstsalat en Alemania en Alsacia (ahora Francia) , Suiza o Austria, algunas de las variantes más conocidas son: 
- Bayerischer Wurstsalat - Se compone de salchichas de tipo Regensburger Wurst, Leberkäse o Lyoner. El embutido se corta en finas tiras (similares a la juliana de las verduras) y se mezcla todo ello con aceite, vinagre, aros de cebolla finos, sal y pimienta negra, así como hierbas aromáticas finamente picadas.
- Straßburger Wurstsalat - Se compone de finas tiras de salchichas, a las que se le añade queso y pepinillos en vinagre.
- Thüringer Wurstsalat - Es una tradición familiar que sólo se sirve en Navidad/Nochevieja. se compone de embutidos (tipo Lyoner), pepinillos en vinagre, huevo duro, un Boskop-Apfel (tipo de manzana) y cebolla. Se discute entre los cocineros de la zona si añadir o no arenque (Hering) a la ensalada. Los ingredientes se cortan finamente en brunoise. Como aliño se emplea recientemente una salsa denominada «Farmersalat» y compuesto de una mezcla de :zanahoria (Möhren), apio todo ello en Yogur). En la época de la DDR se empleaba como acompañamiento lo que se denominaba Partybrötchen (pequeños y alargados Brötchen). Hoy en día es más típico emplear Baguettes.
- Schwäbischer Wurstsalat - Como las demás variantes se compone de embutidos diferentes cortados enfinas tiras a las que se le añade Schwarzwurst o Leberkäse. Se aliña con cebolla finamente picada, pepinillos encurtidos, cebollino y algún tipo de vinagreta compuesta de aceite y vinagre. En la región de Oberschwaben hay una variante denominada Grenzgänger y es una forma básica de la Schwäbischer Wurstsalat, a la que se le añade pequeñas tiras de cualquier queso suizo tal como el Emmental.
- Schweizer Wurstsalat - En Suiza Se compone de salchichas Lyoner o incluso cervelat en tiras acompañadas de queso, anillos de pimiento. En el sur de Alemania el Schweizer Wurstsalat se elabora con Salami y queso cortado igualmente en pequeñas tiras.